# Kaito Kubo
Kaito Kubo (født 5. november 1993) er en japansk fodboldspiller.